# فرودگاه بین‌المللی رودریگز بیون
فرودگاه بین‌المللی رودریگز بیون  (به انگلیسی: Rodríguez Ballón International Airport) یک فرودگاه همگانی مسافربری با کد یاتا AQP است که یک باند فرود آسفالت دارد و طول باند آن ۲۹۶۰ متر است. این فرودگاه در کشور پرو قرار دارد و در ارتفاع ۲۵۶۲ متری از سطح دریا واقع شده است.